# دونالد براتون
دونالد براتون هو سياسي أمريكي، ولد في 7 يونيو 1947 في موناهانز في الولايات المتحدة. نشط حزبياً في الحزب الجمهوري. وقد انتخب عضو مجلس نواب نيومكسيكو ‏.